# Kilingi soo
Kilingi soo är en sumpmark i Estland.   Den ligger i landskapet Järvamaa, i den centrala delen av landet, 60 km sydost om huvudstaden Tallinn.